# Creuzier-le-Vieux
Creuzier-le-Vieux är en kommun i departementet Allier i regionen Auvergne-Rhône-Alpes i de centrala delarna av Frankrike. Kommunen ligger  i kantonen Cusset-Nord som ligger i arrondissementet Vichy. År 2022 hade Creuzier-le-Vieux 3 246 invånare.

## Befolkningsutveckling
Antalet invånare i kommunen Creuzier-le-Vieux
Referens: INSEE